# Charles Smith
Charles Earl Smith (San Diego, 21 de outubro de 1889 — Los Angeles, 2 de janeiro de 1969) foi um velejador estadunidense, medalhista olímpico. Ele competiu nos Jogos Olímpicos de Verão de 1932 na classe 6 Metre e conquistou a medalha de prata na disputa a bordo do Gallant com Robert Carlson, Temple Ashbrook, Frederic Conant, Emmett Davis e Donald Wills Douglas Jr..